# Seznam členů Národního shromáždění republiky Československé po volbách v roce 1954
Toto je seznam členů Národního shromáždění republiky Československé po volbách v roce 1954, kteří zasedali v tomto zákonodárném sboru Československa ve volebním období 1954-1960.

## Abecední seznam poslanců
Včetně poslanců, kteří nabyli mandát až dodatečně při doplňovacích volbách (po rezignaci či úmrtí předchozího poslance). V závorce uvedena stranická příslušnost.

### A-H
- Josef Abrt (KSČ)
- Milan Adámek (KSS)
- Vojtěch Aubrecht (KSČ)
- Zdeňka Augenthalerová (KSČ)
- Jaromír Aust (KSČ)
- Karol Bacílek (KSS)
- Ing. Jiří Baier (KSČ)
- Michal Bakuľa (KSS)
- Jozef Baláž (KSS)
- Rudolf Barák (KSČ)
- Václav Bartoš (KSČ)
- JUDr. prof Jan Bartuška (KSČ)
- Ing. Miroslav Bauer (KSČ)
- Antonín Bekr (KSČ)
- Albína Benčíková (KSS)
- František Beneš  (ČSS)
- Jiří Beneš (KSČ)
- František Benko (KSS)
- JUDr. Jaromír Berák (ČSL)
- Oldřich Beran (KSČ)
- Alena Bernášková (KSČ)
- Alojz Bernát (KSS)
- akad. Dionýz Blaškovič (KSS)
- Tibor Bohdanovský (KSS)
- Ján Bohunský (KSS)
- Josef Borůvka (KSČ)
- Terezia Botková (KSS)
- Václav Bouček (KSČ)
- Miloslav Bráborec (KSČ)
- Štefan Brenčič (KSS)
- Matúš Brida (KSS)
- František Bubník (KSČ)
- Pavel Bučák (KSS)
- Bohumil Bureš (KSČ)
- Leopold Buzek (bezpartijní)
- Štefan Cap (KSS)
- Ján Cigan (KSS)
- Eugen Csank (KSS)
- RSDr. Rudolf Cvik (KSS)
- Blažena Čakrtová (KSČ)
- Růžena Čechová (KSČ)
- JUDr. Alexej Čepička (KSČ)
- Bohumil Čermák (KSČ)
- Josef Čermák (KSČ)
- Marie Černá (KSČ)
- Josef Černý (KSČ)
- Rudolf Červený  (bezpartijní)
- Vincenc Červinka (KSČ)
- Vojtech Česnek (KSS)
- Ing. Miloslav Čtvrtníček (KSČ)
- Marek Čulen (KSS)
- Marie Danielová (KSČ)
- Ján Daniš (KSS)
- Jozefína Dankovičová (bezpartijní)
- Pavol David (KSS)
- Václav David (KSČ)
- Imrich Doboš (KSS)
- JUDr. Jaromír Dolanský (KSČ)
- Jan Doleček (bezpartijní)
- Štěpán Doubek (KSČ)
- Jan Drda (KSČ)
- Helena Dudášová-Géreczová (bezpartijní)
- Michal Ducho (KSS)
- Július Ďuriš (KSS)
- Ing. Herbert Ďurkovič (KSS)
- Richard Dvořák (KSČ)
- Vladimír Dvořák (bezpartijní)
- Gizela Farkašovská-Gajdošová (bezpartijní)
- Zdenka Fehérová (KSS)
- Antonín Fiala (ČSS)
- Václav Fiala (KSČ)
- Zdeněk Fierlinger (KSČ)
- Štefan Figura (KSČ)
- Marie Fišarová (ČSS)
- Jiří Fleyberk (ČSS)
- Josef Flodrman (KSČ)
- Jozef Fogel (KSS)
- Melichar Formánek (KSČ)
- Jozef Franko (KSS)
- MUDr. Mojmír Fučík (KSČ)
- Aloisie Garažijová (KSČ)
- Štefan Gašo (bezpartijní)
- Ján Gavač (KSS)
- Štefan Gažík (KSS)
- Josef Gemrot (ČSL)
- Jarmila Glazarová (KSČ)
- Ing. Miluše Goppoldová (KSČ)
- František Hajíč (KSČ)
- Jan Hanáček (KSČ)
- Michal Hanusek (Strana slobody)
- Mikuláš Harciník (bezpartijní, pak KSČ[1])
- Jan Harus (KSČ)
- Ján Haško (SSO)
- Jan Havelka (KSČ)
- Marie Hejlová  (KSČ)
- Jiří Hendrych (KSČ)
- Štefan Herman (KSS)
- Gejza Hlavaj (bezpartijní)
- Jiří Hlavatý (KSČ)
- František Hlavinka (KSČ)
- Milan Hlobil (KSČ)
- Anežka Hodinová-Spurná (KSČ)
- Jozef Holička (KSS)
- Jana Holinková-Mičkovská (bezpartijní, pak KSS[2])
- Oleg Homola (KSČ)
- Vladimír Houser (KSČ)
- Mária Hradská (bezpartijní)
- Štefan Hrajnoha (KSS)
- Růžena Hromádková (bezpartijní, pak KSČ[3])
- Pavel Hron (KSČ)
- Josef Hronovský (ČSL)
- Anna Hrubá (KSČ)
- Čeněk Hruška (KSČ)
- Vlasta Hrůzová (KSČ)
- JUDr. Václav Hulínský (ČSS)
- Josef Huml (bezpartijní)

### CH-R
- Stanislav Chalánek (KSČ)
- Jaroslav Chládek (KSČ)
- Michal Chudík  (KSS)
- Jan Chvilíček (ČSS)
- Valburga Chvílová-Oravcová (bezpartijní, pak KSS[2])
- Josef Illa (ČSL)
- Václav Jakoubek (ČSL)
- Vladimír Janko (KSČ)
- Ing. Ludmila Jankovcová (KSČ)
- Jozef Jantošík (bezpartijní)
- Ján Jarábek (KSS)
- Vilma Jasenovcová (KSS)
- Marie Jirásková (KSČ)
- Josef Jonáš (KSČ)
- Jan Jungbauer (KSČ)
- Antonín Jura (KSČ)
- Josef Juran (KSČ)
- František Jurča (KSČ)
- Vladislav Jurčík (KSČ)
- MUDr.Ing. Karel Kácl,  DrSc.prof. (ČSS)
- Zdeněk Kalaš (KSČ)
- Roman Kaliský (SSO)
- Ing. Gustav Kaplan (KSČ)
- Anna Karlovská (KSČ)
- Svatoslava Kernerová (bezpartijní, pak KSČ[3])
- Stanislav Kettner (ČSS)
- Josef Khek (bezpartijní)
- Jiří Kladenský (KSČ)
- Antonín Klečka (KSČ)
- Anna Klejchová (bezpartijní)
- Ladislava Kleňhová-Besserová (KSČ)
- Stanislav Kliman (KSS)
- JUDr. Miroslav Klinger (ČSS)
- Vladimír Kneip (bezpartijní, pak KSČ[4])
- PhDr. Samuel Kodaj (KSS)
- Václav Kolář (KSČ)
- František Komárek (bezpartijní)
- Josef Komárek (KSČ)
- Ludmila Kopecká (KSČ)
- Jaromír Kopecký (KSČ)
- Václav Kopecký (KSČ)
- Antonín Kotáb (ČSL)
- Jan Kouba (ČSL)
- Jolana Kovalčíková (KSS)
- Jaroslav Kozel (KSČ)
- Bedřich Kozelka (KSČ)
- František Krajčír (KSČ)
- Josef Kraus (KSČ)
- Antonín Krček (KSČ)
- Vilém Krejčí (KSČ)
- JUDr. Jaroslav Krofta (KSČ)
- Josef Krosnář (KSČ)
- Vratislav Krutina (KSČ)
- Václav Křičenský (KSČ)
- Jaromír Kubánek (KSČ)
- Marcel Kubec (ČSS)
- Zdeněk Kubín (KSČ)
- Jaroslav Kuboš (bezpartijní, pak KSČ[4])
- Jaroslav Kučera (KSČ)
- Jan Kukrecht (KSČ)
- Josef Kulička (ČSS)
- František Kupčík (KSČ)
- Rudolf Kupka (KSČ)
- Ján Kuriš (bezpartijní)
- František Kutiš (KSČ)
- JUDr. Jozef Kyselý (SSO)
- Alois Lapiš (KSČ)
- Jiří Lederer  (bezpartijní)
- Jaroslav Ledl (KSČ)
- JUDr. Helena Leflerová (KSČ)
- Ivan Leščišin (KSS)
- Václav Leška (ČSL)
- Pavla Letavajová (bezpartijní)
- Jozef Líška (bezpartijní)
- Ing. Vladimír Litvaj (KSS)
- Štefan Livinka (KSS)
- František Lohynský (KSČ)
- Július Lörincz  (KSS)
- Štefan Ludva (KSČ)
- Václav Lyčka (KSČ)
- Božena Lyčková (KSČ)
- Božena Machačová-Dostálová (KSČ)
- Pavol Majling (KSS)
- Alois Málek (KSČ)
- Jozef Malík (KSS)
- Jozef Malina (SSO)
- Ján Maliňák (KSS)
- Oldřich Malý (KSČ)
- MUDr. Štefan Manca (bezpartijní)
- Václav Mandovec (KSČ)
- Božena Marečková (KSČ)
- Josef Marek (ČSL)
- Pavel Mašek (KSČ)
- Jozef Matějička (KSČ)
- Jan Mátl (ČSS)
- František Matoušek (bezpartijní)
- Josef Matoušek (bezpartijní, pak KSČ[4])
- Richard Měhýž (bezpartijní, pak KSČ[4])
- František Meixner (KSČ)
- Augustín Michalička (KSS)
- Jan Michalka (KSČ)
- Martin Mikuláš (KSS)
- Jaroslava Míšková (KSČ)
- Ludvík Mítek (KSČ)
- Augustín Mĺkvy (KSS)
- Žofia Mokošová (bezpartijní, pak KSS[2])
- Anna Motejlová (bezpartijní)
- Ladislav Mravec (KSS)
- František Mráz (KSČ)
- Rudolf Müller (KSČ)
- Václav Myška (ČSL)
- Josef Nehyba (KSČ)
- Anna Nechybová (bezpartijní)
- PhDr. Zdeněk Nejedlý,  akad. (KSČ)
- Adolf Němec (KSČ)
- Josef Němec (KSČ)
- Josef Nepomucký (KSČ)
- Alois Neuman (ČSS)
- Josef Nezhyba (KSČ)
- Václav Nikodém (KSČ)
- Václav Nosek (KSČ)
- František Novák (KSČ)
- Josef Novák (bezpartijní)
- Josef Novák (KSČ)
- Antonín Novotný (KSČ)
- Jan Novotný (KSČ)
- Přemysl Novotný (bezpartijní)
- Josef Nowara (bezpartijní, pak KSČ[4])
- Michal Ondruš (KSS)
- Jozef Osúch (KSS)
- Antonín Otradovec (KSČ)
- Michal Paculík (KSS)
- Josef Palas (KSČ)
- Josefa Pásková (KSČ)
- Václav Pašek  (KSČ)
- Alexander Paulovič (KSS)
- Josef Pavelka (bezpartijní)
- Ján Pavlík (bezpartijní)
- Oldřich Pavlovský (KSČ)
- Jindřich Pešák (KSČ)
- MUDr. Kamila Pešková (KSČ)
- Gabriela Petrášová (bezpartijní, pak KSS[2])
- Marie Petrová (KSČ)
- Miloslav Pfeifer (KSČ)
- Alois Pivoňka (KSČ)
- Jan Pleskač (KSČ)
- Josef Pleskot (KSČ)
- Dr., h. c. Josef Plojhar (ČSL)
- Jan Podola (ČSS)
- Vincent Pokojný (Strana slobody)
- Josef Pokorný (KSČ)
- Karel Poláček (KSČ)
- Valerie Polachová (bezpartijní)
- JUDr.PhDr. Dionysius Polanský (ČSL)
- Ľudovít Pollák (KSS)
- Vojtech Porubský (KSS)
- Antonín Pospíšil (ČSL)
- Ing. Dr. Pavel Potužák,  Prof. (bezpartijní)
- Josef Pötzl (KSČ)
- Božena Procházková (KSČ)
- Julie Prokopová (KSČ)
- Leopold Prouza (KSČ)
- Karel Průša (KSČ)
- Gustav Przeczek (KSČ)
- Jaroslav Přibil (KSČ)
- Anna Přibková (KSČ)
- František Přikryl (KSČ)
- Jozef Púčik (KSS)
- Josef Reitmajer (KSČ)
- JUDr. Ignác Rendek (KSS)
- Ludmila Režná-Václavíková (KSČ)
- Emanuel Romančík (bezpartijní)
- Jan Rovný (ČSL)
- Juraj Rusnák (KSS)
- Josef Růzha (ČSS)
- Marie Růžičková (KSČ)
- František Rygar (KSČ)

### S-Z
- Svatopluk Sedláček (KSČ)
- Josef Sedlačík (KSČ)
- Ernest Sembol (KSČ)
- Viliam Schmidt (KSS)
- Václav Sinkule (bezpartijní, pak KSČ[4])
- Čestmír Skála (KSS)
- Bohumil Sládek (KSČ)
- Marie Slámová-Kettnerová (bezpartijní, pak KSČ[3])
- Blahoslav Slavík (bezpartijní)
- Ing. Zdeněk Smékal (KSČ)
- Marek Smida (KSS)
- Břetislav Sommer (KSČ)
- Jindřich Sommer (bezpartijní, pak KSČ[4])
- Ladislav Soukup (bezpartijní)
- Tomáš Spáčil (KSČ)
- Ján Spevák (SSO)
- Josef Stejskal (KSČ)
- Rudolf Strechaj (KSS)
- Josefa Stulíková (KSČ)
- Anděla Sukupová (ČSL)
- Mikuláš Svítek (bezpartijní, pak KSČ[4])
- Ludvík Svoboda (KSČ)
- Eliška Svobodová (KSČ)
- Mária Sziglová-Winklerová (KSS)
- Josef Šafařík (ČSS)
- František Šalgovič (KSS)
- RSDr. Karol Šavel (KSS)
- Štefan Šebesta (KSS)
- Ján Šebík (KSS)
- Samuel Šefčík (KSS)
- Jan Šejna (KSČ)
- Jan Šimánek (KSČ)
- Božena Šimečková (KSČ)
- akad. Jaroslav Šimon (bezpartijní)
- Ján Šimonek (KSS)
- Ing. Otakar Šimůnek (KSČ)
- Júlia Šimurdová (bezpartijní)
- Marie Šindlerová (KSČ)
- Viliam Široký (KSS)
- Ing. Lubomír Šiška (KSČ)
- Ľudovít Šiška (bezpartijní)
- Josef Škoda (ČSL)
- JUDr. Václav Škoda (KSČ)
- Mária Škopová (bezpartijní, pak KSS[2])
- prof.Ing. Emanuel Šlechta Dr. (ČSS)
- Alexander Šmátrala (KSS)
- Ludmila Šmehlíková (KSČ)
- Emilie Šmidková (bezpartijní)
- František Špaček (KSČ)
- Vilém Štambera (KSČ)
- Věra Šťastná (KSČ)
- František Štefánik (Strana slobody)
- Josef Štětka (KSČ)
- Ladislav Štoll (KSČ)
- Ing. Jozef Štrauch (KSS)
- Jozef Štromp (KSS)
- Bedřich Štyndl (KSS)
- František Šuchaň (KSS)
- Ing. Viktor Šurka (KSS)
- Josef Šustr (KSČ)
- František Šutaj (KSČ)
- Rudolf Táborský (KSČ)
- Josef Tatíček (KSČ)
- Josef Tesla (KSČ)
- Engelbert Toman (ČSL)
- Karol Tomášek (KSS)
- Ferdinand Tomášik (Strana slobody)
- genmjr. Jan Tondl (KSČ)
- Pavol Tonhauser (KSS)
- akad. PhDr. František Trávníček (KSČ)
- Josef Trhlík (KSČ)
- MUDr. Vlasta Trpíková (bezpartijní, pak KSČ[3])
- František Tymeš (KSČ)
- Jindřich Uher (KSČ)
- František Vališ (KSČ)
- Jozef Valo (KSS)
- Oldřich Vaverka (KSČ)
- Zdeněk Vávra (KSČ)
- Miloslav Vecker (KSČ)
- Adolf Veselý (KSČ)
- MUDr. Bohuslav Vitík (KSČ)
- Otakar Vlach (KSČ)
- Miroslav Voborský (KSČ)
- Jan Vodička (KSČ)
- Alois Vonka (bezpartijní)
- Jan Vorel (ČSL)
- Josef Voříšek (bezpartijní, pak KSČ[4])
- Vendelín Vrábel (KSS)
- Mária Vraniaková (KSS)
- Ladislav Wait (ČSS)
- Jozef Záhorský (KSS)
- Josef Zach (KSČ)
- Miroslav Zapadlo (KSČ)
- Jindřich Zásmucký (ČSS)
- Josef Závěta (ČSL)
- Josef Zedník (ČSL)
- Karel Zedník (KSČ)
- Ján Zeman (KSS)
- Maxmilián Zika (KSČ)
- František Zupka (KSS)
- Josef Zvára (KSČ)
- Andrej Žiak (SSO)